# Гамаліївка (Конотопський район)
Гамалі́ївка —  село в Україні, у Дубов'язівській селищній громаді Конотопського району Сумської області. Населення становить 176 осіб.

## Географія
Село Гамаліївка примикає до селища Дубов'язівка.
По селу тече струмок, що пересихає із заґатою.

## Історичні відомості
- Село постраждало внаслідок геноциду українського народу, проведеного окупаційним урядом СССР 1923-1933 та 1946-1947 роках[джерело?].

## Відомі люди
- Бандура Олександр Вікторович — український футбольний воротар.